# Nus masculins
Pour plus de détails, voir Fiche technique et Distribution.
Nus masculins est un court métrage français réalisé par François Reichenbach, tourné en 1954 et sorti en 2016, à la suite de sa numérisation.

## Synopsis
Le film peut être catalogué comme un film amateur en couleur, non monté et muet, montrant des images en forme de portraits de ses amis, des images intimes et de la nature. 
Film d'un homoérotisme onirique et bucolique (dans la veine d'un Kenneth Anger), il est composé d'une juxtaposition d'images tournées avec une caméra-stylo de 16 mm et sur une pellicule couleur inversible. 

## Fiche technique
- Titre : Nus masculins
- Réalisateur : François Reichenbach
- Muet avec une musique
- Photographie : François Reichenbach
- Montage : à la caméra
- Durée : 24 minutes
- Numérisation : Sarah Marty, Laurence Braunberger et la Cinémathèque française
- Étalonnage : Laboratoire Hiventy

## Le témoignage d'Hervé Pichard
Dans une interview de la revue Komitid, le responsable des acquisitions à la Cinémathèque Française confie : "Nous connaissions l'œuvre de François Reichenbach mais je ne savais pas qu’il était gay ? J’en ai parlé à des proches de Reichenbach. D’après ces témoignages, il assumait complètement et ouvertement son homosexualité. Mais je suis d’accord avec vous : lorsqu’on regarde son cinéma, on ne le perçoit pas du tout. Je dirai même qu’il y a quelque chose d’assez masculin. Mais ce n’est pas quelque chose qu’il cachait. Il faisait venir ses petits amis sur le tournage, pour un petit rôle ou un travail technique. Mais le plus souvent, ils ne servaient à rien, ils étaient juste là, pour le plaisir du cinéaste" .

## Remarques
Le film, numérisé en 2K et étalonné par les soins de la Cinémathèque française, a été présenté en 2015 dans le cadre d'une rétrospective consacrée au réalisateur.
L'image naturelle noir et blanc et le look à la James Dean des deux personnages plongent le spectateur dans un univers semi-documentaire, aux allures de film indépendant, de cette Amérique fascinante et rebelle des années 1950 .
François Reichenbach a réalisé un premier court-métrage sur le même thème nommé Last Spring;